# The Haunted Curiosity Shop
The Haunted Curiosity Shop er en britisk stumfilm fra 1901 af Walter R. Booth.